# Mimommata pernauti
Mimommata pernauti là một loài bọ cánh cứng trong họ Cerambycidae.